# Дебатик Цури
Дебатик Назми Цури (алб. Debatik Nazmi Curri; Приштина, 28. децембар 1983) албански је фудбалски тренер и бивши професионални фудбалер са Косова и Метохије. Тренутно ради као помоћни тренер Приштине.